# 維古里奇
50°35′12″N 25°6′48″E / 50.58667°N 25.11333°E
維古里奇（烏克蘭語：Вигуричі），是烏克蘭的村落，位於該國西部沃倫州，由盧茨克區負責管轄，始建於1775年，面積0.08平方公里，海拔高度226米，2001年人口255，人口密度每平方公里3,148.15人。